# ديلفين بينيتيز كاسيريس
ديلفين بينيتيز كاسيريس (بالإسبانية: Delfín Benítez Cáceres) (24 سبتمبر 1910 في أسونسيون ، الباراغواي – 1 أغسطس 2004) لاعب كرة قدم باراغواياني راحل كان يجيد اللعب في مركز المهاجم .
بدأ بينيتيز مسيرته الرياضية في نادي ليبيرتاد وأصبح لاعب أساسي في صفوف منتخب الباراغواي من بداية الثلاثينات مما جذب اهتمام نادي بوكا جونيورز الأرجنتيني الذي نجح في التوقيع معه في سنة 1932 . خلال 7 مواسم أصبح بينيتيز لاعبا أساسيا حيث شارك في 162 مباراة مسجلا 107 هدف مما يجعله خامس أفضل هداف في تاريخ النادي. مشجعو نادي بوكا جونيورز يعتبرونه أفضل لاعب أجنبي مر على النادي طوال تاريخه.
قبل نهاية مسيرته الرياضية كلاعب لعب بينيتيز في أندية راسينغ (1939-1941) فيرو كاريل ويستي (1941-1944) . خلال تواجده في نادي راسينع توج هدافا للأرجنتين وقارة أمريكا الجنوبية برصيد 33 هدف متساويا مع مهاجم نادي سان لورينزو إزيدرو لانغارا .
مثل منتخب الباراغواي في 15 مباراة دولية مسجلا 3 أهداف كما مثل منتخب الأرجنتين في سنة 1934 في مباراة دولية واحدة مسجلا هدف واحد .
بعد اعتزاله اللعب تم تعيينه مدربا لنادي إنديبيندينتي ميديلين الكولومبي وقاده للتتويج ببطولة دوري الدرجة الممتازة موسم 1955 . كما أنه درب عدة أندية فنزويلية .

## وصلات خارجية
- ديلفين بينيتيز كاسيريس على موقع الاتحاد الدولي (مؤرشف)  (الإنجليزية)
- ديلفين بينيتيز كاسيريس على موقع قاعدة بيانات كرة القدم.إي يو (الإنجليزية)
- ديلفين بينيتيز كاسيريس على موقع ناشيونال فوتبول تيمز (الإنجليزية)
- ديلفين بينيتيز كاسيريس على موقع Soccerway.com (الإنجليزية)
- ديلفين بينيتيز كاسيريس على موقع عالم كرة القدم.نت (الإنجليزية)

- هذا إحصائيات نادي بوكا جونيورز الأرجنتيني
- هذا السيرة الذاتية